# Simicratea welwitschii
Simicratea welwitschii es la única especie del género monotípico Simicratea,  perteneciente a la familia de las celastráceas. Es  originaria de  África.

## Descripción
Es un arbusto o escalador de los bosques primarios o secundarios cerrados, o en los matorrales de maleza secundaria, desde Guinea hasta el oeste de Camerún, y extendida por toda África hasta Angola, se ha encontrado  material en Ghana y Uganda. 

## Usos
La planta contiene una especie de gutapercha, pero solo en pequeñas cantidades, 2,58% bruto, o un 1,22% puro, lo que es de ninguna utilidad. 
Se considera en la zona de la laguna de Costa de Marfil que es útil en el alivio del parto durante el mismo.

## Taxonomía
Simicratea welwitschii fue descrita por   (Oliv.) N.Hallé y publicado en Bulletin du Muséum d'Histoire Naturelle 18, t. 4. 1983.
Sinonimia
- Hippocratea welwitschii Oliv. basónimo
- Simirestis welwitschii (Oliv.) N. Hallé	[4]